# Vemmenhögs, Ljunits och Herrestads kontrakt
Vemmenhögs, Ljunits och Herrestads kontrakt var ett kontrakt i Lunds stift inom Svenska kyrkan. Kontraktet upphörde 31 december 1994 då församlingarna övergick till Vemmenhögs, Ljunits, Herrestads och Färs kontrakt

## Administrativ historik
Kontraktet bildades 1962 av
hela Ljunits och Herrestads kontrakt med
- Villie församling
- Örsjö församling
- Skivarps församling
- Västra Nöbbelövs församling
- Balkåkra församling
- Snårestads församling
- Skårby församling
- Sjörups församling
- Katslösa församling
- Ystads församling
- Sövestads församling
- Bromma församling
- Bjäresjö församling
- Hedeskoga församling
- Stora Herrestads församling,
- Borrie församling,
- Öja församling,

hela Vemmenhögs kontrakt med
- Östra Vemmenhögs församling
- Västra Vemmenhögs församling
- Svenstorps församling
- Skurups församling
- Solberga församling
- Hassle-Bösarps församling som 1995 uppgick i Skurups församling
- Slimminge församling
- samt församlingar som 1974 övergick i det då bildade Skytts kontrakt
  - Källstorps församling
  - Lilla Beddinge församling
  - Östra Klagstorps församling
  - Tullstorps församling
  - Hemmesdynge församling
  - Södra Åby församling
  - Östra Torps församling
  - Lilla Isie församling
  - Äspö församling
  - Anderslövs församling
  - Grönby församling
  - Gärdslövs församling
  - Önnarps församling
  - Börringe församling

mindre del av Ingelstads kontrakt
- Stora Köpinge församling
- Baldringe församling
- Högestads församling

1974 tillfördes från Österlens kontrakt
- Löderups församling
- Hörups församling
- Valleberga församling
- Glemminge församling
- Ingelstorps församling